# یوتایه
یوتایه (به صربی: Ljutaje) یک منطقهٔ مسکونی در صربستان است که در سینیتسا واقع شده‌است. یوتایه ۸۸ نفر جمعیت دارد.